# Bir Zamanlar Çukurova
Bir Zamanlar Çukurova (en català: Hi havia una vegada a Çukurova o coneguda com Terra amarga o Züleyha) és una sèrie de televisió turca de 2018 produïda per Tims & B Productions per ATV.

## Sinopsi
Durant la dècada dels 70, la parella d'enamorats Züleyha i Yilmaz decideixen ocultar les seves identitats a causa de l'assassinat que Yilmaz havia comès per protegir la seva estimada d'una agressió sexual, per la qual cosa decideixen incursionar un viatge amb tren des d'Istanbul cap al desconegut.
El destí els porta a la fèrtil regió de Çukurova, específicament a la província d'Adana, on decideixen allotjar-se i treballar a la granja de Hünkar Yaman juntament amb el seu fill Demir, que s'enamorarà de la jove sense saber que el seu cor pertany a Yilmaz, no obstant això la parella amb la finalitat de poder obtenir allotjament i treball, fingeixen ser germans, cosa que Demir no sabrà fins llavors.

## Repartiment
- Hilal Altınbilek com Züleyha Altun
- Uğur Güneş com Yılmaz Akkaya
- Murat Ünalmış com Demir Yaman
- Vahide Perçin com Hünkar Saraçoglu Yaman
- Kerem Alışık com Ali Rahmet Fekeli
- Melike Ipek Yalova com a Müjgan Hekimoğlu
- İbrahim Çelikkol com Hakan Gümüşoglu/Mehmet Kara
- Serpil Tamur com Haminne/Azize Saraçoglu
- Turgay Aydın com Sabahattin Arcan
- Sibel Taşçıoğlu com Şermin Yaman
- İlayda Çevik com a Betül Arcan
- Kadim Yaşar com Cengaver "Cengo" Çimen
- Ebru Aytemur com a Nihal Çimen
- Bülent Polat com Gaffur Taşkın
- Selin Yeninci com Saniye
- Selin Genç com Gülten Taşkın
- Aras Şenol com Çetin Ciğerci
- Polen Emre com a Fadik
- Şahin Vural com Raşit Kaya
- Yeliz Doğramacılar com a Füsun Arman
- Teksin Pircanlı com a Nazire
- Hande Soral com a Ümit Kahraman
- Hülya Darcan com Lütfiye Duman
- Mehmet Polat com a Hatip Tellidere
- Şirin Öten com Naciye Tellidere
- Alayça Öztürk com Jülide Yalçınkaya
- Esra Dermancıoğlu com Behice Hekimoğlu
- Furkan Palalı com a Fikret Fekeli
- Nazan Kesal com Sevda Çağlayan
- Ebru Ünlü com a Seher
- Mihriban Er com a Sevil
- Engin Yüksel com a Behzat Hekimoğlu
- Rüzgar Aksoy com a Ercüment Akman
- Şebnem Dilligil com Naime
- Alp Özgür Yaşin com Sait Ersoy
- Mustafa Açılan com Veli Erdönmez
- Ömer Fethi Canpolat com Adnan "Yılmaz" Yaman-Akkaya
- Neva Pekuz com Üzüm Tokun Taşkın
- Ergün Metin com Vahap
- Erkan Bektaş com Abdülkadir Keskin

## Temporades
| Temporada | Episodis | Rang d'episodis | Emissió original       | Emissió original   |
| Temporada | Episodis | Rang d'episodis | Inici                  | Final              |
| --------- | -------- | --------------- | ---------------------- | ------------------ |
| 1         | 35       | 1 - 35          | 13 de setembre de 2018 | 30 de maig de 2019 |
| 2         | 28       | 36-63           | 19 de setembre de 2019 | 9 d'abril del 2020 |
| 3         | 39       | 64 - 102        | 17 de setembre de 2020 | 24 de juny de 2021 |
| 4         | 39       | 103 - 141       | 9 de setembre de 2021  | 16 juny 2022       |